# Claudia Gärtner
Claudia Gärtner (* 16. Mai 1971 in Arnsberg) ist eine deutsche römisch-katholische Theologin. Sie ist seit 2011 Professorin für Praktische Theologie an der TU Dortmund.

## Leben und Karriere
Claudia Gärtner studierte katholische Theologie, Kunst und Erziehungswissenschaft (Sek. I/II) an der Universität Paderborn (1990–1993; 1994–1996) und katholische Theologie am Centre Sèvres in Paris (1993–1994). 2001 promovierte sie an der WWU Münster in Systematischer Theologie mit einer Dissertation zum Werk vom deutschen Künstler und Theologen Thomas Lehnerer.
In der Folge war sie Studienreferendarin am Studienseminar Münster (2001–2002), Studienrätin i. K. am Collegium Johanneum (2002–2011) sowie abgeordnete Lehrkraft am Lehrstuhl für Systematische Theologie und ihre Didaktik an der Katholisch-Theologische Fakultät der WWU Münster (2006–2011). Ihre Habilitation "Ästhetisches Lernen. Eine Religionsdidaktik zur Christologie in der gymnasialen Oberstufe" in Religionspädagogik und Didaktik der Systematischen Theologie schloss sie 2010 ab.
Seit 2011 lehrt sie als Professorin für Praktische Theologie an der TU Dortmund. Rufe an die Albert-Ludwigs-Universität Freiburg (2011) und die Universität Bonn (2016) lehnte sie ab. An der TU Dortmund ist sie zudem Prodekanin für Forschung und Diversität sowie Stellvertretende Leiterin des Instituts für Katholische Theologie.

## Forschungsschwerpunkte
Zu Claudia Gärtners Forschungsschwerpunkten gehören religiöse Bildkompetenz und Bilddidaktik, politische religiöse Bildung für nachhaltige Entwicklung, fachdidaktische Unterrichts- und Entwicklungsforschung sowie Dimensionen religionspädagogisch-hermeneutischer Forschung. Sie publiziert besonders im Bereich der Religionspädagogik und erarbeitet auch Unterrichtsmaterialien.

## Werke (Auswahl)
- Gegenwartsweisen in Bild und Sakrament. Eine theologische Untersuchung zum Werk von Thomas Lehnerer (= Ikon Bild + Theologie). Schöningh, Paderborn/München/Wien/Zürich 2002, ISBN 3-506-73788-0 (zugleich Dissertation, Münster 2001).
- Ästhetisches Lernen. Eine Religionsdidaktik zur Christologie in der gymnasialen Oberstufe (= Religionspädagogik in pluraler Gesellschaft. Band 10). Herder, Freiburg im Breisgau/Basel/Wien 2011, ISBN 978-3-451-34093-2 (zugleich Habilitationsschrift, Münster 2010).
- mit Rita Burrichter: Mit Bildern lernen. Eine Bilddidaktik für den Religionsunterricht. Kösel, München 2014, ISBN 3-466-37086-8.
- Religionsunterricht – ein Auslaufmodell? Begründungen und Grundlagen religiöser Bildung in der Schule (= Religionspädagogik in pluraler Gesellschaft. Band 19). Schöningh, Paderborn 2015, ISBN 3-506-78098-0.
- Interreligiöses Lernen mit Bildern. Schwerpunkt: Islam. 10.–13. Schuljahr. Schöningh, Paderborn 2015, ISBN 3-14-053615-1.
- Klima, Corona und das Christentum. Religiöse Bildung für nachhaltige Entwicklung in einer verwundeten Welt, transcript Verlag, Bielefeld 2020, ISBN 978-3-8376-5475-2.
- mit Judith Könemann: Kirchliche Jugendarbeit in der Ganztagsschule. Chancen und Herausforderungen der Zusammenarbeit, transcript Verlag, Bielefeld 2022, ISBN 978-3-8376-6334-1.